# 2020年東京オリンピックの卓球競技
2020年東京オリンピックの卓球競技（2020ねんとうきょうオリンピックのたっきゅうきょうぎ）は、国際卓球連盟（ITTF）管轄により、173名の選手が参加し、東京体育館で開催された。今大会は男女シングルス・団体戦に加えて、新たに混合ダブルスも実施された。

## 出場枠
シングルスは男女各64〜70名、混合ダブルスは16組、団体戦は16カ国で争う。1カ国からは男女それぞれ3名まで出場できるが、シングルスには男女それぞれ1カ国最大2名まで、混合ダブルスは1組のみの出場となる。開催国の日本は全種目に自動的に出場する。2020年1月6日、日本卓球協会はシングルス代表として、2020年1月2日時点の世界ランキングで日本勢上位2番手の選考基準を満たした張本智和、丹羽孝希、伊藤美誠、石川佳純を選出し、団体戦の3人目の選手としてランキングで日本勢3番手の水谷隼、平野美宇を選出したことを発表した。
団体戦には開催国である日本のほか、各大陸予選（アメリカ大陸は北米とラテンアメリカに分かれている）の勝者6チーム、世界最終予選（ポルトガル・ゴンドマール）の勝者9チームが出場する。
混合ダブルスには各大陸予選から1組ずつ（計6組）、2019年ITTFワールドツアーグランドファイナル（中国・鄭州市）の上位4組、2020年ITTFワールドツアーのうち、プラチナイベントに指定されているドイツオープンの優勝ペア、準優勝ペア、カタールオープンの優勝ペア、準優勝ペアの計4組、2021年4月までに開催される大会の優勝ペア、開催国（日本）1組が出場する。日本からはワールドツアーグランドファイナルにて準優勝し、出場権を獲得した水谷隼・伊藤美誠ペアが出場する。1カ国からは1組のみ出場できるため、不使用となった出場枠（開催国枠を含む）は2021年5月のオリンピックランキングにより割り当てされる。なお、団体戦の出場国の選手が混合ダブルスに出場する場合は、団体戦のメンバーにも含まれていなければならない。
シングルスには団体戦の出場国からは団体戦のメンバーを2名ずつ（計32名）が出場させることができる。その他の国の選手を対象としては、各大陸予選から22名（アジア、ヨーロッパ：6名ずつ、アフリカ、ラテンアメリカ：4名ずつ、北米、オセアニア：1名ずつ）の選手に出場権が与えられるほか、世界最終予選（男子4名、女子5名※）、2021年6月のオリンピックランキング（男子6名、女子10名※）、招待枠（1名）による出場権が与えられる。（※卓球競技全体の出場選手数が男女86名ずつになるように人数が調整された。）

## 参加国
- アルジェリア (1)
- アルゼンチン (2)
- オーストラリア (6)
- オーストリア (6)
- ブラジル (6)
- ブルガリア (1)
- カナダ (3)
- チリ (1)
- 中国 (7)[注釈 1]
- カメルーン (1)
- クロアチア (3)
- キューバ (2)
- チェコ (2)
- デンマーク (1)
- エクアドル (1)
- エジプト (6)
- スペイン (3)
- フィジー (1)
- フランス (6)
- イギリス (3)
- ドイツ (6)
- ギリシャ (1)
- ガイアナ (1)
- 香港 (6)
- ハンガリー (6)
- インド (4)
- イラン (1)
- イタリア (1)
- 日本 (6)
- カザフスタン (2)
- 韓国 (6)
- サウジアラビア (1)
- ルクセンブルク (2)
- モンゴル (2)
- モナコ (1)
- オランダ (1)
- ナイジェリア (4)
- ポーランド (3)
- ポルトガル (5)
- プエルトリコ (3)
- ROC (3)
- ルーマニア (4)
- セネガル (1)
- シンガポール (4)
- スロベニア (3)
- セルビア (3)
- スイス (1)
- スロバキア (3)
- スウェーデン (5)
- シリア (1)
- タイ (2)
- トーゴ (1)
- チャイニーズタイペイ (6)
- チュニジア (2)
- ウクライナ (3)
- アメリカ合衆国 (6)
- バヌアツ (1)

1. ↑  混合ダブルスに出場した選手が、負傷により女子団体に出場せず、交代要員が代わりに出場した。[11]

## 用具
卓球台は三英の「MOTIF」（モティーフ）。天板の色はレジュブルー（Les yeux bleus）で、明るい色のグリーンである。脚部には艶やかな輪島塗を使用。試合球は中国の上海紅双喜製。床面マットは中国の天速で、紅色に調整した。

## 競技日程
| 種目           | 7月24日    | 25日            | 26日           | 27日        | 28日     | 29日                   | 30日            | 8月1日 | 2日            | 3日             | 4日    | 5日             | 6日             |
| -------------- | ---------- | --------------- | -------------- | ----------- | -------- | ---------------------- | --------------- | ------ | -------------- | --------------- | ------ | --------------- | --------------- |
| 男子シングルス | 予選/1回戦 | 2回戦           | 2回戦/3回戦    | 3回戦/4回戦 | 準々決勝 | 準決勝                 | 3位決定戦・決勝 |        |                |                 |        |                 |                 |
| 男子団体       |            |                 |                |             |          |                        |                 | 1回戦  | 1回戦/準々決勝 | 準々決勝        | 準決勝 |                 | 3位決定戦・決勝 |
| 女子シングルス | 予選/1回戦 | 2回戦           | 2回戦/3回戦    | 3回戦/4回戦 | 準々決勝 | 準決勝/3位決定戦・決勝 |                 |        |                |                 |        |                 |                 |
| 女子団体       |            |                 |                |             |          |                        |                 | 1回戦  | 1回戦/準々決勝 | 準々決勝/準決勝 | 準決勝 | 3位決定戦・決勝 |                 |
| 混合ダブルス   | 1回戦      | 準々決勝/準決勝 | 3位決定戦/決勝 |             |          |                        |                 |        |                |                 |        |                 |                 |

## 組み合わせ抽選
組み合わせ抽選は2021年7月21日に行われた。シングルスでは同じ国から出場する選手同士は決勝まで対戦しないように配置される。シードは世界ランキングにより行われ、上位4名（4チーム）は準決勝まで対戦しない。また、シングルスランキングの上位16名は3回戦（ベスト32）から登場する。

## 競技結果
| 種目           | 金                            | 銀                                                                            | 銅                                       |
| -------------- | ----------------------------- | ----------------------------------------------------------------------------- | ---------------------------------------- |
| 男子シングルス | 馬龍 中国 (CHN)               | 樊振東 中国 (CHN)                                                             | ドミトリー・オフチャロフ ドイツ (GER)    |
| 男子団体       | 中国 (CHN) 樊振東 馬龍 許昕   | ドイツ (GER) ティモ・ボル パトリック・フランツィスカ ドミトリー・オフチャロフ | 日本 (JPN) 張本智和 水谷隼 丹羽孝希      |
| 女子シングルス | 陳夢 中国 (CHN)               | 孫穎莎 中国 (CHN)                                                             | 伊藤美誠 日本 (JPN)                      |
| 女子団体       | 中国 (CHN) 陳夢 孫穎莎 王曼昱 | 日本 (JPN) 平野美宇 石川佳純 伊藤美誠                                         | 香港 (HKG) 杜凱琹 李皓晴 蘇慧音          |
| 混合ダブルス   | 日本 (JPN) 水谷隼 伊藤美誠    | 中国 (CHN) 許昕 劉詩雯                                                        | チャイニーズタイペイ (TPE) 林昀儒 鄭怡静 |

## 国・地域別のメダル獲得数
| 順   | 国・地域                   | 金 | 銀 | 銅 | 計 |
| ---- | -------------------------- | -- | -- | -- | -- |
| 1    | 中国 (CHN)                 | 4  | 3  | 0  | 7  |
| 2    | 日本 (JPN)（開催国）       | 1  | 1  | 2  | 4  |
| 3    | ドイツ (GER)               | 0  | 1  | 1  | 2  |
| 4    | 香港 (HKG)                 | 0  | 0  | 1  | 1  |
| 4    | チャイニーズタイペイ (TPE) | 0  | 0  | 1  | 1  |
| 合計 | 合計                       | 5  | 5  | 5  | 15 |

## 備考
- 試合日程に関しては第3回戦にあたる張本智和の初戦（香港の林兆恒との試合）の日程が試合前日にチームに連絡なく変更されており、張本はラバーの張り替えができないまま試合に臨むことになり、日本のチームキャプテンを務める宮崎義仁強化本部長は大会組織委員会と国際卓球連盟（ITTF）に抗議を行った[22]。
- 東京都では新型コロナ感染拡大による緊急事態宣言が行われていたため、全ての競技が無観客で行われた。